# Atletica leggera ai Giochi olimpici intermedi - 1500 metri piani
Ai Giochi olimpici intermedi di Atene 20 atleti parteciparono alla gara dei 1500 metri piani. La prova si tenne nei giorni 27 aprile (qualificazione) e 30 aprile (finale) nello Stadio Panathinaiko.

## L'eccellenza mondiale
| Record olimpico: Saint Louis 1904 | 4'05"4 | Jim Lightbody            | Presente |
| Migliore prest. mondiale 1905     | 4'11"0 | Aduo Fava Dorando Pietri | Assente  |

## Risultati
Per la prima volta in questa specialità si disputano le batterie di qualificazione.
| 2 batterie | 10 + 10       | Si qualificano i primi 4. |
| Finale     | 8 concorrenti |                           |

Il neo campione delle 5 miglia Hawtrey partecipa, ma si infortuna in batteria. Il favorito è quindi il campione di Saint Louis, lo statunitense Jim Lightbody. Il suo maggiore rivale è l'irlandese John McGough. I due vincono le rispettive batterie.
In finale il gruppo corre unito fino all'ultima curva. Lightbody scatta in testa e non viene più ripreso; dalle retrovie rinviene McGough che agguanta la seconda posizione.
| Pos     | Paese       | Atleta             | Età | Tempo ufficiale | Tempo ufficioso |
| ------- | ----------- | ------------------ | --- | --------------- | --------------- |
| Oro     | Stati Uniti | Jim Lightbody      | 24  | 4'12"0          |                 |
| Argento | Regno Unito | John McGough       |     |                 | 4'12"6          |
| Bronzo  | Svezia      | Kristian Hellström |     |                 | 4'13"4          |